# Stefan Michael Newerkla
Stefan Michael Newerkla (* 7. října 1972, Horn) je rakouský lingvista, slavista a filolog. Od roku 2004 působí jako profesor západoslovanské lingvistiky na Vídeňské univerzitě a od roku 2018 je řádným členem Rakouské akademie věd.

## Vzdělání
Po maturitě na Humanistickém gymnáziu ve Světlé v roce 1991 studoval Newerkla v letech 1992–1998 slavistiku, anglistiku a amerikanistiku na Vídeňské univerzitě. Napsal disertaci na téma Záměrná a skutečná jazyková realita v Čechách – diglosie ve školském systému česky mluvících zemí habsburské monarchie 1740–1918 na příkladu západočeského krajského města Plzně. V letech 2000–2003 se podílel na výzkumném projektu Rakouského grantového fondu (FWF) zaměřeném na jazykové kontakty mezi češtinou, slovenštinou a němčinou. Habilitoval se prací na téma Jazykové kontakty: čeština – němčina – slovenština. Německé výpůjčky v češtině a slovenštině: historický vývoj, doklady, dosavadní a nové výklady.

## Výzkum
V popředí Newerklovy vědecké práce stojí kontaktová a historická sociolingvistika. Je autorem řady monografií a více než 150 vědeckých článků.
Spolupracoval také na učebnicích češtiny.
Vede několik vědeckých grantů podpořených zejména Rakouskou agenturou pro vědu (FWF). Mimo jiné je řešitelem projektu „Němčina a slovanské jazyky v Rakousku: aspekty jazykového kontaktu“ (F 6006-G23) v rámci výzkumného záměru SFB F 60-G23 „Němčina v Rakousku (DiÖ). Variace – kontakt – percepce“ a spoluřešitelem mezinárodního projektu I 5309 „Slavistiky ve výměně: Rakousko a Rusko v letech 1849–1939“.

## Funkce
Newerkla je ředitelem Institutu slavistiky na Vídeňské univerzitě.
V letech 2009–2016 byl členem senátu Vídeňské univerzity. Současně byl v letech 2006–2016 členem Stálé pracovní skupiny pro filologii a literární vědu Akreditační komise Ministerstva školství, mládeže a tělovýchovy České republiky.
Od roku 2009 je Newerkla rakouským spolupředsedou Stálé konference rakouských a českých historiků o společném kulturním dědictví (SKČRH) rakouského Spolkového ministerstva pro Evropu, integraci a zahraniční věci a Ministerstva zahraničních věcí České republiky. Kromě toho je v současnosti členem Mezinárodní rady Univerzity Palackého v Olomouci a Vědecké rady Filozofické fakulty Masarykovy univerzity.
Od roku 2010 je Newerkla členem Akademického sněmu a od roku 2013 členem Vědecké rady Akademie věd České republiky.
V roce 2018 byl Newerkla zvolen řádným členem Rakouské akademie věd, od roku 2022 je i členem její Akademické rady.

## Ocenění
V roce 2017 Newerkla obdržel čestnou medaili Josefa Dobrovského Akademie věd České republiky za zásluhy o filologické a filozofické vědy.
V roce 2023 se stal laureátem ceny Premia Bohemica.
Dne 7. srpna 2024 byla Newerklovi ministrem zahraničních věcí České republiky Janem Lipavským udělena medaile Za zásluhy o diplomacii, kterou mu 29. ledna 2025 slavnostně předal velvyslanec Jiří Šitler ve Vídni.
Dne 30. listopadu 2024 byl v sále krále Jana III. Sobieského ve Vědeckém centru Polské akademie věd (PAN) ve Vídni-Landstraße Newerklovi udělen jubilejní odznak ke 130. výročí založení Spolku Poláků v Rakousku „Strzecha“.

## Vybrané publikace
- Intendierte und tatsächliche Sprachwirklichkeit in Böhmen. Diglossie im Schulwesen der böhmischen Kronländer 1740-1918 (Dissertationen der Universität Wien 61). Wien: WUV Universitätsverlag, 1999.
- Sprachkontakte Deutsch – Tschechisch – Slowakisch. Wörterbuch der deutschen Lehnwörter im Tschechischen und Slowakischen: historische Entwicklung, Beleglage, bisherige und neue Deutungen (= Schriften über Sprachen und Texte 7). Frankfurt am Main et al.: Peter Lang, 2004; Druhé, plně revidované a aktualizované vydání, 2011 (e-book DOI: 10.3726/978-3-653-03121-8, CC-BY-NC 4.0)